# سيلفيو تابت
سيلفيو تابت هو مخرج ومنتج لبناني. وُلد سيلفيو في بيروت بلبنان. ترك تابت بصماته الفنية على عدد من إنتاجات " تلفزيون لبنان" وغيره من محطات العالم، وأخرج العديد من الأفلام المتنوّعة وبعض الأفلام الإعلانية خلال عمله في فرنسا ولوس أنجلس. يعتبر فيلم سيد الوحوش2: عبر بوابة الزمن (بالانجليزية: Beastmaster 2: Through the Portal of Time) هو الفيلم الوحيد الذي أخرجه.
حصل سيلفيو تابت على درعه التكريمي في مهرجان بياف ببيروت عن عمله لسنوات طويلة في المجال الإعلاني في لبنان قبل أن يعمل في إنتاج الأفلام الفرنسية وفي إخراج الأفلام الأميركية.
اشتهر سيلفيو أيضًا بكتاتباته، ونشر العديد من الكتب أبرزها نحو السّلام ورحلة إلى شانتي والتكرار.
نشر مؤخرًا الإعلامي ريكاردو كرم على قناة "يوتيوب" الخاصة به، تحية للراحل الموسيقار الياس الرحباني أعدها سيلفيو تابت "تكريما للبنان" عام 1975، ولكن حالت الأهلية اللبنانية دون نشره سابقًا.

## أفلام مختارة
- ديد رينجرز، 1988 - منتج تنفيذي
- نادي القطن 1984 - منتج مشارك
- سيد الوحوش2: عبر بوابة الزمن Beastmaster 2: Through the Portal of Time 1982 - المنتج التنفيذي والمخرج
- Evilspeak كلام الشر 1981 - منتج مشارك
- تتلاشى إلى الأسود Fade to Black - منتج تنفيذي
- بيليتس 1977 - منتج تنفيذي